# Helmuth Osthoff
Helmuth Osthoff (Bielefeld (Rin del Nord-Westfàlia), 13 d'agost, 1896 - Würzburg (Baviera), 9 de febrer, 1983) va ser un musicòleg, professor universitari i compositor alemany.

## Biografia
Helmuth Osthoff, fill del director del banc Heinrich Osthoff i la seva dona Berta, de soltera Tepel, va començar la seva educació musical mentre encara era a l'escola secundària, prenent classes de piano, teoria musical, lectura de partitures i composició d'Otto Wetzel a Bielefeld i Wilhelm Niessen a Münster. Després que Osthoff participés a la Primera Guerra Mundial del 1915 al 1918, va estudiar musicologia, història de l'art i filosofia, primer a Münster el 1919 i després a la Universitat de Berlín el 1920. L'any 1922, com a alumne de Johannes Wolf, es va doctorar amb la seva tesi The Lutenist Santini Garsi da Parma. Després d'una formació musical posterior en composició amb Wilhelm Klatte, piano amb James Kwast i direcció amb Gustav Brecher, que va completar tant de manera privada com al Conservatori Stern de Berlín, va treballar inicialment com a repetidor a l'Òpera de Leipzig amb el director general de música Gustav Brecher entre 1923 i 1926.
El 1926, Osthoff es va convertir en l'assistent d'Arnold Schering a la Universitat de Halle i el va seguir el 1928 com a assistent principal al Seminari d'Història de la Música de la Universitat de Berlín. Després que Osthoff s'hagués qualificat com a professor el 1932 amb la seva tesi The Dutch and the German Song, es va fer càrrec de l'editor d'història de la música el 1935. A finals de 1937 va ser nomenat a la Universitat de Frankfurt del Main, inicialment com a professor adjunt, i a partir de 1938 com a professor extraordinari, director de l'Institut de Musicologia i director de música universitari. En aquesta funció va dirigir el "Collegium musicum" fins al 1963.
Osthoff va sol·licitar ser membre del NSDAP el 15 de juliol de 1937 i va ser admès retroactivament a l'1 de maig del mateix any (número de membre 5.377.680). També va ser membre de la NSV, la RLB i l'NS-Dozentenbund i va ser cap adjunt de l'oficina d'exteriors de l'NS-Studentenbund. Com a participant de la conferència musicològica durant el Reichsmusiktage de 1938, Osthoff va donar una conferència sobre el tema El problema de la instrumentació en la música barroca.
Osthoff va tenir contactes estrets amb Herbert Gerigk, el cap del departament principal de música del representant del Führer per a la supervisió de tota la formació i l'educació intel·lectual i ideològica del NSDAP, Alfred Rosenberg. Fins a mitjans de 1939, Gerigk el va imaginar, juntament amb Friedrich Blume, Wolfgang Boetticher, Werner Danckert, Rudolf Gerber, Erich Schenk, Erich Schumann i Rudolf Sonner, com a coautor d'una extensa enciclopèdia musical com a part de l'escola secundària prevista del NSDAP. A mitjans d'agost de 1939, Osthoff va acceptar. Tanmateix, aquest projecte va ser abandonat a l'inici de la Segona Guerra Mundial, en la qual Osthoff va participar com a tinent (oficial de reserva) de la Wehrmacht al front occidental fins al 1940. Després de l'ocupació de Bèlgica, Osthoff va estar estacionat a Brussel·les i va rebre una carta de Gerigk el 13 de juliol de 1940, en la qual preguntava sobre l'estat de les col·leccions musicals de Brussel·les i si les seccions de manuscrits s'havien mantingut intactes. Osthoff va ocultar les seves activitats a Bèlgica en la seva autor-retrat al MGG i només va escriure: "El 1939/40 va participar en la guerra".
Al semestre d'hivern de 1940/41, Osthoff va reprendre les seves activitats docents a la Universitat de Frankfurt, però va romandre empleat al departament de música principal del representant del Führer per a la supervisió de tota la formació i educació intel·lectual i ideològica del NSDAP. Fins a l'any 1944, Osthoff va ser considerat com "políticament fiable" i "entre els millors representants del seu camp".
Després del final de la guerra i de la finalització del procés de des-nazificació, Osthoff va poder reprendre les seves activitats docents al seminari musicològic de Frankfurt del Main el 1948. El 1950 esdevé professor personal i el 1959 catedràtic. Va realitzar diferents viatges de recerca sobre la història de la música francoflamenca dels segles XV i XVI. Després de la seva jubilació el 1964, es va traslladar a Würzburg el 1973, on va treballar en un volum de cantates per a la "New Bach Edition" fins poc abans de la seva mort.
Helmuth Osthoff és el pare del musicòleg Wolfgang Osthoff (1927–2008).

## Serveis
Les investigacions d'Helmuth Osthoff sobre la música francoflamenca dels segles XV i XVI van donar lloc a nombrosos estudis individuals i la monografia en dos volums sobre Josquin Desprez, que, segons el seu biògraf Wolfgang Osthoff, encara es considera una obra estàndard i només està obsoleta en els detalls. A més del seu treball científic i editorial, Helmuth Osthoff va compondre cançons, cantates i un quartet de corda.

## Publicacions (selecció)
- Der Lautenist Santino Garsi da Parma : ein Beitrag zur Geschichte der oberitalienischen Lautenmusik am Ausgang d. Spätrenaissance; mit einem Überblick über die Musikverhältnisse Parmas im 16. Jahrhundert und 58 bisher unveröffentlichten Kompositionen der Zeit. Breitkopf & Härtel, Leipzig 1926. Faksimilenachdruck: Breitkopf & Härtel, Wiesbaden 1973.
- Die Niederländer und das deutsche Lied (1400–1640). Junker und Dünnhaupt, Berlin 1938, Faksimilenachdruck mit Nachwort, Korrekturen und Ergänzungen durch den Verfasser, H. Schneider, Tutzing 1967.
- Johannes Brahms und seine Sendung. Erschienen in der Reihe Friedrich-Wilhelms-Universität Bonn a. Rh., Bonner Universitätsbuchdruck, Bonn 1942.
- Josquin Desprez. Band 1. H. Schneider, Tutzing 1962.
- Josquin Desprez. Band 2. H. Schneider, Tutzing 1965.
- zahlreiche Spezialstudien zu Josquin Desprez.

Aufsätze während der NS-Zeit:
- Die Anfänge d. Musikgeschichtsschreibung in Deutschland. In: Acta Musicologica V, 1933, S. 97–107.
- Einwirkungen d. Gegenreformation auf die Musik des 16. Jh. In: Jb. Peters f. 1934, S. 32–50.
- Friedrich der Große als Komponist. In: Zeitschrift für Musik 103, 1936, S. 917–20, wieder in: Friedrich d. Gr., Herrscher zw. Tradition u. Fortschritt, 1985, S. 179 ff.
- Deutsche Liedweisen und Wechselgesänge im mittelalterlichen Drama. In: Archiv f. Musikforsch. VI, 1942, S. 65–81.
- Die Musik im Drama des deutschen Mittelalters. In: Deutsche Musikkultur 1943, S. 29–40.

Editionen (Auswahl):
- Adam Krieger (1634–1666): Neue Beiträge zur Geschichte des deutschen Liedes im 17. Jahrhundert. Breitkopf & Härtel, Leipzig 1929.
- Rogier Michael, Die Geburt unseres Herren Jesu Christi 1602. 1937, Neuausgabe: Bärenreiter-Verlag, Kassel 1953.
- Rogier Michael, Die Empfängnis unseres Herren Jesu Christi 1602. 1937 (beides auch in: Handbuch der deutschen evangelischen Kirchenmusik, 1935 ff.).
- Johann Sigismund Kusser, Arien, Duette u. Chöre aus „Erindo“. In: Das Erbe deutscher Musik, Landschaftsdenkmale Schleswig-Holstein u. Hansestädte III, 1938;
- Das deutsche Chorlied vom 16. Jahrhundert bis zur Gegenwart, in der Reihe: Das Musikwerk, Arno Volk-Verlag, Köln 1955, Neuauflage: Arno Volk-Verlag, Köln 1960.
- J. S. Bach, Neue Ausgabe sämtlicher Werke I/23: Kantaten zum 16. und 17. Sonntag nach Trinitatis, 1982 (eine der Kantaten herausgegeben von R. Hallmark).

Nachlass
- Briefe von H. Osthoff von 1936 bis 1948 befinden sich im Bestand des Leipziger Musikverlages C.F.Peters im Staatsarchiv Leipzig.